# Puntate di Voyager
Questa è la lista delle puntate di Voyager, programma di divulgazione condotto da Roberto Giacobbo.
Il programma è trasmesso dal 2003, quando è esordito nella seconda serata di Rai 2. Dal 2007, visti i buoni dati auditel registrati, va in onda in prima serata.
Fino alla 16ª serie e a partire dalla 24ª viene trasmesso con il sottotitolo Ai confini della conoscenza, dalla 17ª alla 19ª serie cambiato in Storie mondi meraviglie, dalla 20ª alla 22ª serie è divenuto Indagare per conoscere. Infine, durante la 23ª serie il sottotitolo è stato La nuova era.
Il 15 ottobre 2008, all'interno della 13ª serie, è stata trasmessa la puntata numero 100, mentre il 12 dicembre 2014 è andata in onda la puntata numero 200, la prima della 26ª serie.

## Prima serie (primavera 2003)
- Puntate: 6
- In onda ogni martedì alle 23:00 circa su Rai 2

| Numero puntata | Messa in onda | Titolo puntata                              | Altri temi trattati           |
| -------------- | ------------- | ------------------------------------------- | ----------------------------- |
| 1              | 20 maggio     | Profezie e veggenti                         | Gustavo Rol, Paul McCartney   |
| 2              | 27 maggio     | Celestino V                                 | Napoleone, Oopart             |
| 3              | 3 giugno      | La controversa storia di Cristoforo Colombo | Abe Reles, Sindone            |
| 4              | 10 giugno     | Alla ricerca del Conte di Cagliostro        | Massoneria, Lawrence d'Arabia |
| 5              | 17 giugno     | Galileo Galilei                             | Vampiri, Houdini              |
| 6              | 24 giugno     | Rennes le Chateau                           | Loch Ness                     |

## Seconda serie (autunno 2003)
- Puntate: 8
- In onda ogni martedì alle 23:00 circa su Rai 2

| Numero puntata | Messa in onda | Titolo puntata                                             | Altri temi trattati                           |
| -------------- | ------------- | ---------------------------------------------------------- | --------------------------------------------- |
| 7              | 23 settembre  | Il treno dell'oro                                          | Tesori sommersi, Incas                        |
| 8              | 30 settembre  | La scomparsa degli Anasazi                                 | Etruschi, Antihithera                         |
| 9              | 7 ottobre     | Il carteggio Mussolini-Churchill                           | Ettore Majorana, Il triangolo del pacifico    |
| 10             | 14 ottobre    | I Templari                                                 | Oak Island, I cavalieri di Malta              |
| 11             | 21 ottobre    | UFO anni '30                                               | Gabinetto RS/33, Ufo a Firenze, Sfere di luce |
| 12             | 4 novembre    | Dalla vetta della grande Piramide                          | Circeo, Cerchi nel grano                      |
| 13             | 11 novembre   | Le lampade di Dendera                                      | Edison, Westinghouse, Le luci di Lessdalen    |
| 14             | 23 dicembre   | Gli assassinii politici, dal Duca di Berry al caso Lincoln |                                               |

## Terza serie (inverno 2004)
- Puntate: 8
- In onda ogni giovedì alle 23:00 circa su Rai 2

| Numero puntata | Messa in onda | Titolo puntata                 | Altri temi trattati                                    |
| -------------- | ------------- | ------------------------------ | ------------------------------------------------------ |
| 15             | 8 gennaio     | Assassinio del Duca di Berry   | Luigi XVII, Omicidi politici nell'antica Roma, Lincoln |
| 16             | 15 gennaio    | Le streghe                     | Silvestro II, Combustione umana spontanea              |
| 17             | 22 gennaio    | Congiura contro Rasputin       | Lucrezia Borgia, John Fitzgerald Kennedy (JFK)         |
| 18             | 29 gennaio    | Piramidi, Castelli, Cattedrali | Torino, Antichi geni                                   |
| 19             | 5 febbraio    | Falsi misteri                  | Leggende metropolitane, Enigmi di Marte                |
| 20             | 12 febbraio   | Codice Enigma                  | Voynich, Genesi                                        |
| 21             | 19 febbraio   | Il drago di Oxford             | La spada nella roccia                                  |
| 22             | 26 febbraio   | Dracula                        | Miracolo a Roma, Expedia Experiment                    |

## Quarta serie (autunno 2004)
- Puntate: 6
- In onda ogni martedì alle 23:00 circa su Rai 2

| Numero puntata | Messa in onda | Titolo puntata              | Altri temi trattati                     |
| -------------- | ------------- | --------------------------- | --------------------------------------- |
| 23             | 21 settembre  | Cerchi nel grano            | Raggio della morte, Oxford              |
| 24             | 28 settembre  | Rennes le chateau           | Necronomicon, Rotoli del Mar Morto      |
| 25             | 5 ottobre     | Misteri di Cheope           | La porta magica                         |
| 26             | 12 ottobre    | Enigma Napoleone            | Jim Morrison, Isola di Pasqua           |
| 27             | 19 ottobre    | Hatchepsut: Amore in Egitto | Testamento di pietra, La fine del Mondo |
| 28             | 26 ottobre    | Harry Potter                | Caravaggio, Big Foot                    |

## Quinta serie (primavera-estate 2005)
- Puntate: 12
- In onda ogni martedì alle 23:00 circa su Rai 2

| Numero puntata | Messa in onda | Titolo puntata                                  | Altri temi trattati                           |
| -------------- | ------------- | ----------------------------------------------- | --------------------------------------------- |
| 29             | 9 febbraio    | Coral Castle                                    | Mithra, Il rivale di Cristo, Titanic          |
| 30             | 16 febbraio   | Nazismo esoterico                               | Inquisizione                                  |
| 31             | 23 febbraio   | Messico e UFO                                   | Eusapia Palladino                             |
| 32             | 8 marzo       | Un uovo di troppo                               | Il principe di San Severo, Lady Diana         |
| 33             | 9 marzo       | Edgard Cayce e la Sfinge                        | Donna Olimpia la papessa, Lady Diana          |
| 34             | 15 marzo      | Xochicalco: il mistero degli Olmechi            | Bimbe mummie                                  |
| 35             | 22 marzo      | Oopart, oggetti fuori dal tempo                 | Cristina di Svezia, L'attacco di Pearl Harbor |
| 36             | 29 marzo      | Rennes-le-Château: novità                       | San Nicola, Re Artù                           |
| 37             | 5 aprile      | Morti celebri                                   | Kurt Cobain, Medioevo                         |
| 38             | 12 aprile     | La morte di Mussolini                           | Il mosaico di Otranto                         |
| 39             | 12 luglio     | Speciale in prima serata: I misteri dell'Egitto | Puntata monotematica                          |
| 40             | 19 luglio     | Speciale in prima serata: La vita oltre la vita | Puntata monotematica                          |

## Sesta serie (autunno 2005)
- Puntate: 6
- In onda ogni martedì alle 23:00 circa su Rai 2

| Numero puntata | Messa in onda | Titolo puntata                     | Altri temi trattati     |
| -------------- | ------------- | ---------------------------------- | ----------------------- |
| 41             | 13 settembre  | Nuovi cerchi nel grano             | Oscure presenze, rapiti |
| 42             | 15 novembre   | I misteri dei rotoli del Mar Morto | Mozart                  |
| 43             | 22 novembre   | Templari                           | Tragedia del Mayerling  |
| 44             | 29 novembre   | Leonardo da Vinci                  | Il Verne sconosciuto    |
| 45             | 6 dicembre    | Il priorato di Sion                | Il treno dell'oro       |
| 46             | 13 dicembre   | Maria Maddalena                    | La tragedia di Balvano  |

## Settima serie (primavera 2006)
- Puntate: 10
- In onda ogni lunedì alle 23:00 circa su Rai 2

| Numero puntata | Messa in onda | Titolo puntata             | Altri temi trattati                                             |
| -------------- | ------------- | -------------------------- | --------------------------------------------------------------- |
| 47             | 17 aprile     | L'Isola di Pasqua I        | Cerchi nel grano, Girolamo segato                               |
| 48             | 24 aprile     | L'Isola di Pasqua II       | Vampiri, Teorema di Fermat                                      |
| 49             | 1º maggio     | Esorcismo                  | Mostri dell'acqua, Esperimenti paranormali, Famiglia dei Medici |
| 50             | 8 maggio      | Esperimento paranormale    | Mostri Marini                                                   |
| 51             | 15 maggio     | L'atomica Nazista          | Il mito di Thule                                                |
| 52             | 22 maggio     | Il codice da Vinci         | I vangeli apocrifi                                              |
| 53             | 29 maggio     | Detective Psichici         | Unabomber, Fenomeni paranormali                                 |
| 54             | 5 giugno      | I volti di Belmez          | UFO                                                             |
| 55             | 12 giugno     | Gaudì, l'architetto di Dio | Big Foot                                                        |
| 56             | 19 giugno     | Egitto decodificato        | I 6 livelli di possessione                                      |

## Ottava serie (autunno - inverno 2006/2007)
- Puntate: 6
- In onda ogni martedì alle 23:00 circa su Rai 2

| Numero puntata | Messa in onda | Titolo puntata         | Altri temi trattati            | Ascolti        | Ascolti |
| Numero puntata | Messa in onda | Titolo puntata         | Altri temi trattati            | Telespettatori | Share   |
| -------------- | ------------- | ---------------------- | ------------------------------ | -------------- | ------- |
| 57             | 27 novembre   | Cerchi nel grano       | Superuomini, Crowley in Italia | 1.606.000      | 11.83%  |
| 58             | 4 dicembre    | Le piramidi bosniache  | Chupacabra, Templari           |                |         |
| 59             | 11 dicembre   | Dante in Islanda       | Combustione spontanea          |                |         |
| 60             | 18 dicembre   | Esclusivo: Tutankhamon | Cabala a Venezia               | 1.124.000      | 15.87%  |
| 61             | 8 gennaio     | Il codice da Vinci     | Puntata monotematica           | 1.149.000      | 12.66%  |
| 62             | 15 gennaio    | Operation smile        | Celestino V, Mostri marini     |                |         |

## Nona serie (primavera 2007)
- Puntate: 4
- In onda ogni lunedì alle 21:00 su Rai 2

| Numero puntata | Messa in onda | Titolo puntata          | Altri temi trattati                        | Ascolti        | Ascolti |
| Numero puntata | Messa in onda | Titolo puntata          | Altri temi trattati                        | Telespettatori | Share   |
| -------------- | ------------- | ----------------------- | ------------------------------------------ | -------------- | ------- |
| 63             | 16 aprile     | Fenomeni inspiegabili   | Gli incendi di Caronia, Sfere di luce, UFO | 2.441.000      | 9,34%   |
| 64             | 23 aprile     | Misteri irrisolti       | Fantasmi, Zed, Piramidi, Graal, Arca       | 2.328.000      | 9,45%   |
| 65             | 30 aprile     | Il Destino              | Il cammino di Karol, 2012, Marte, Profezie | 2.451.000      | 10,37%  |
| 66             | 14 maggio     | Archeologia e avventura | Egitto, Torino, Angelo D'Arrigo            | 2.508.000      | 10,15%  |
| Media ascolti  | Media ascolti | Media ascolti           | Media ascolti                              | 2.432.000      | 9,83%   |

## Decima serie (autunno-inverno 2007)
- Puntate: 8
- In onda ogni lunedì alle 21:00 su Rai 2

| Numero puntata | Messa in onda    | Titolo puntata                              | Altri temi trattati                                       | Ascolti        | Ascolti |
| Numero puntata | Messa in onda    | Titolo puntata                              | Altri temi trattati                                       | Telespettatori | Share   |
| -------------- | ---------------- | ------------------------------------------- | --------------------------------------------------------- | -------------- | ------- |
| 67             | 15 ottobre 2007  | Il bambino che visse due volte              | Poteri elementi naturali, Il tornado perfetto, John Titor | 2.646.000      | 10,90%  |
| 68             | 22 ottobre 2007  | Voci dallo spazio                           | Cerchi nel grano, Londra, John Titor                      | 2.666.000      | 10,37%  |
| 69             | 29 ottobre 2007  | Colombo e le antiche mappe inspiegabili     | 2012, UFO, John Titor                                     | 2.528.000      | 10,07%  |
| 70             | 5 novembre 2007  | Senna: un destino già scritto?              | Carol Wojtyla, Prefezia sacre scritture, John Titor       | 2.727.000      | 10,78%  |
| 71             | 12 novembre 2007 | 21 dicembre 2012: la fine del mondo?        | Templari, Modonne nere, John Titor                        | 3.037.000      | 11,80%  |
| 72             | 19 novembre 2007 | Chupacabra: viaggio alla ricerca di un mito | Mostri, LochNess, BigFoot                                 | 3.023.000      | 11,89%  |
| 73             | 26 novembre 2007 | Jack lo squartatore                         | L'uomo-scimmia, Vampiri, Dracula                          | 2.121.000      | 8,03%   |
| 74             | 25 dicembre 2007 | Speciale Natalizio: La notte dei faraoni    | Piramidi Egizie, Tutankhamon                              | 2.448.000      | 11,91%  |
| Media ascolti  | Media ascolti    | Media ascolti                               | Media ascolti                                             | 2.649.000      | 10,72%  |

## Undicesima serie (primavera 2008)
- Puntate: 13
- In onda ogni lunedì alle 21:00 su Rai 2

| Numero puntata | Messa in onda  | Titolo puntata                      | Altri temi trattati                                 | Ascolti        | Ascolti |
| Numero puntata | Messa in onda  | Titolo puntata                      | Altri temi trattati                                 | Telespettatori | Share   |
| -------------- | -------------- | ----------------------------------- | --------------------------------------------------- | -------------- | ------- |
| 75             | 3 marzo 2008   | Luna, inganno o verità?             | Hitler, Coral Castle in Florida                     | 2.286.000      | 8,51%   |
| 76             | 12 marzo 2008  | L'enigma di Nazca                   | Tutankhamon, Fantasmi, Oopart                       | 2.423.000      | 9,40%   |
| 77             | 19 marzo 2008  | Scie chimiche: un segreto militare? | UFO, Amelia Earhart                                 | 2.342.000      | 9,17%   |
| 78             | 26 marzo 2008  | Elvis è vivo?                       | Gesù Cristo, Marte                                  | 2.827.000      | 11,32%  |
| 79             | 16 aprile 2008 | Frankenstein, una storia vera?      | Origini specie umana, Santo Graal                   | 2.437.000      | 9,52%   |
| 80             | 21 aprile 2008 | Cuzco, la civiltà perduta           | Il regno di MU, alieni sulla terra in tempi antichi | 2.423.000      | 8,90%   |
| 81             | 28 aprile 2008 | I segreti della sfinge              | Spedizione nazista sul Tibet                        | 2.706.000      | 10,14%  |
| 82             | 5 maggio 2008  | I giganti                           | La sindrome degli antenati, Benito Mussolini        | 2.282.000      | 9,15%   |
| 83             | 12 maggio 2008 | Templari in Italia                  | Mistero di una mummia, Triangolo delle Bermuda      | 2.830.000      | 11,65%  |
| 84             | 19 maggio 2008 | Caccia a John Titor                 | Pioggia rossa, numeri e simboli magici              | 2.000.000      | 8,03%   |
| 85             | 26 maggio 2008 | Teschi di cristallo                 | Arca dell'Alleanza, Giganti                         | 2.654.000      | 11,24%  |
| 86             | 2 giugno 2008  | Sindone, ultima frontiera           | Ayrton Senna, Enzo e Dino Ferrari                   | 2.952.000      | 13,30%  |
| 87             | 26 giugno 2008 | Voyager Speciale                    | Angelo D'Arrigo, Leonardo da Vinci                  | 1.899.000      | 9,38%   |
| Media ascolti  | Media ascolti  | Media ascolti                       | Media ascolti                                       | 2.466.000      | 9,98%   |

## Dodicesima serie (estate 2008):Voyager Estate
- Puntate: 10
- In onda ogni lunedì alle 23:30 circa su Rai 2
- Nota: stagione andata in onda con il titolo "Voyager Estate", composta da minipuntate monotematiche che hanno replicato argomenti della precedente stagione

| Numero puntata | Messa in onda | Titolo puntata                 | Altri temi trattati      | Ascolti        | Ascolti |
| Numero puntata | Messa in onda | Titolo puntata                 | Altri temi trattati      | Telespettatori | Share   |
| -------------- | ------------- | ------------------------------ | ------------------------ | -------------- | ------- |
| 88             | 30 giugno     | Tutankhamon                    | Profezie                 | 932.000        | 12.66%  |
| 89             | 7 luglio      | Jack lo squartatore            | Profezia del vento       | 791.000        | 10.49%  |
| 90             | 14 luglio     | Profezia Maya sul 2012         | La profezia del Sole     |                |         |
| 91             | 21 luglio     | La vita di Gesù Cristo         | La profezia del ghiaccio | 848.000        | 13.37%  |
| 92             | 28 luglio     | La storia e il mito di Re Artù | Puntata monotematica     | 1.408.000      | 9.14%   |
| 93             | 4 agosto      | La profezia dell'acqua         | Sonnambulismo            | 1.461.000      | 10.11%  |
| 94             | 11 agosto     | Gesù Cristo                    | Mostri marini            | 1.483.000      | 11.80%  |
| 95             | 18 agosto     | Lo Yeti di Sumatra             | Profezia di S. Pio       | 1.108.000      | 7.88%   |
| 96             | 25 agosto     | Il caso Roswell                | Puntata monotematica     |                |         |
| 97             | 1º settembre  | La mummia                      | Puntata monotematica     |                |         |

## Tredicesima serie (autunno 2008)
- Puntate: 7
- In onda ogni mercoledì alle 21:00 su Rai 2

| Numero puntata | Messa in onda | Titolo puntata                               | Altri temi trattati                                            | Ascolti        | Ascolti |
| Numero puntata | Messa in onda | Titolo puntata                               | Altri temi trattati                                            | Telespettatori | Share   |
| -------------- | ------------- | -------------------------------------------- | -------------------------------------------------------------- | -------------- | ------- |
| 98             | 24 settembre  | Machu Picchu, la città perduta               | Legame ape-uomo di Einstein, Area 51                           | 3.060.000      | 12,50%  |
| 99             | 8 ottobre     | Mummie nel Grand Canyon                      | L'edificio più infestato da fantasmi in Perù, L'arca di Noè    | 2.781.000      | 11,13%  |
| 100            | 15 ottobre    | Ica, le pietre impossibili                   | Cerchi nel grano, Rapimenti alieni                             | 2.621.000      | 10,41%  |
| 101            | 29 ottobre    | Nikola Tesla, lo scienziato dimenticato      | L'acqua                                                        | 2.745.000      | 10,22%  |
| 102            | 19 novembre   | Omero nel Baltico                            | Impero romano, avvistamenti UFO                                | 2.702.000      | 11,17%  |
| 103            | 3 dicembre    | Il fenomeno del deja-vu                      | Profezie San Malachia, fantasmi nella metro di Londra          | 3.711.000      | 14,44%  |
| 104            | 25 dicembre   | Speciale Natalizio: Voyager Speciale America | L'uomo-falena, premonizione collettiva, Meucci, Marilyn Monroe | 2.626.000      | 12,74%  |
| Media ascolti  | Media ascolti | Media ascolti                                | Media ascolti                                                  | 2.892.000      | 11,80%  |

## Quattordicesima serie (inverno-primavera 2009)
- Puntate: 15
- In onda ogni mercoledì alle 21:00 su Rai 2

| Numero puntata | Messa in onda | Titolo puntata                                 | Altri temi trattati | Ascolti        | Ascolti |
| Numero puntata | Messa in onda | Titolo puntata                                 | Altri temi trattati | Telespettatori | Share   |
| -------------- | ------------- | ---------------------------------------------- | --- | -------------- | ------- |
| 105            | 14 gennaio    | L'ultimo tesoro dei Templari                   | Avvistamenti Ufo 1978, Universi paralleli                                                                                   | 2.781.000      | 10,81%  |
| 106            | 21 gennaio    | Titanic, la verità affondata                   | Ufo: ultimi avvistamenti in America Latina , Elementi alchemici in Harry Potter, Cristoforo Colombo                         | 2.859.000      | 10,99%  |
| 107            | 28 gennaio    | Lady D, la verità nascosta                     | Lady Diana, Percezioni extrasensoriali, Tempio Re Salomone in Israele, Girolamo Segato, Astronauti abbandonati nello spazio | 2.561.000      | 9,44%   |
| 108            | 4 febbraio    | Malta, il segreto della civiltà perduta        | Siti megalitici di Malta, Santuario di Loreto, UFO, Giacomo Casanova, Sfinge gemella                                        | 2.726.000      | 10,05%  |
| 109            | 11 febbraio   | Shakespeare era siciliano?                     | Shakespeare italiano?, Archimede, Il carcere dell'orrore di Philadelphia, Innocenzo Manzetti, Disegni di Nazca              | 2.506.000      | 9,34%   |
| 110            | 18 febbraio   | Alla ricerca della mitica "Avalon"             | Luigi Maria Ugolini, faraone donna Hatshepsut, piramidi Cheope, Chefren e Micerino, costellazione Zed                       | 2.070.000      | 7,23%   |
| 111            | 25 febbraio   | SETI, alla ricerca di vita intelligente        | Fantasmi di guerra a Gettysburg, La Porta Magica, L'Egitto delle Regine, I cavalieri Templari                               | 2.958.000      | 9,67%   |
| 112            | 4 marzo       | Egitto, il segreto delle origini               | Egitto nascosto, Ingegneria genetica, La principessa vampiro, Affondamento Polluce, Apollo 11                               | 2.711.000      | 10,29%  |
| 113            | 11 marzo      | Stonehenge, il cerchio di Atlantide?           | Stonehenge e Atlantide, Controllo mentale, Streghe di Salem, Avvistamenti UFO Odessa 2007, Pietre di Ica                    | 2.171.000      | 8,12%   |
| 114            | 18 marzo      | La verità nascosta del Santo Sudario di Oviedo | Sindone, C'è vita negli altri pianeti?, Cronografi solari antichi, Monastero Cassino, Mummie oltre oceano                   | 2.639.000      | 10,63%  |
| 115            | 25 marzo      | Egitto, l'ultima avventura                     | Donna faraone, Aborigeni, Streghe a Benevento, il vero Dracula, Templari con Madonne Nere                                   | 2.610.000      | 10,42%  |
| 116            | 1º aprile     | Egitto, il segreto della potenza dei Faraoni   | città di Baalbek e tempio Dio Baal, Origine popolazione gruppo sanguigno "0", Museo di Chicago, Frankenstein                | 2.156.000      | 7,84%   |
| 117            | 12 aprile     | Speciale Pasqua: Viaggio nella Bibbia          | Abramo, Mosè, Tempio di Re Salomone, Arca dell'Alleanza, Ester, San Pietro, l'Apocalisse                                    | 2.005.000      | 9,05%   |
| 118            | 13 maggio     | Leonardo, l'ultimo segreto                     | Profezie del 2012, È possibile influenzare il clima?, L'uomo delle nuvole                                                   | 2.181.000      | 8,55%   |
| 119            | 20 maggio     | Londra misteriosa                              | Charles Dickens, La Colonna di Ferro, Regina egiziana Nefertiti, Antonio Stradivari                                         | 2.181.000      | 9,49%   |
| Media ascolti  | Media ascolti | Media ascolti                                  | Media ascolti | 2.474.000      | 9,46%   |

## Quindicesima serie (autunno 2009)
- Puntate: 11
- In onda ogni lunedì alle 21:00 su Rai 2

| Numero puntata | Messa in onda | Titolo puntata                            | Altri temi trattati | Ascolti        | Ascolti |
| Numero puntata | Messa in onda | Titolo puntata                            | Altri temi trattati | Telespettatori | Share   |
| -------------- | ------------- | ----------------------------------------- | --- | -------------- | ------- |
| 120            | 21 settembre  | Speciale 2012: la fine del Mondo?         | 21 dicembre 2012, Profezia di San Malachia, Bambini Indaco, Nostradamus                                                                          | 3.372.000      | 14,07%  |
| 121            | 28 settembre  | Triangolo delle Bermude                   | Previsione dei terremoti, Cerchi nel grano, Venere, Titanic                                                                                      | 2.874.000      | 11,54%  |
| 122            | 5 ottobre     | Chi volò per primo?                       | Bartolomeo Gusmao, UFO, Donne nell'antico Egitto, Torre delle Ore di Pietrasanta, Nikola Tesla                                                   | 2.482.000      | 10,25%  |
| 123            | 12 ottobre    | Un asteroide distruggerà la terra?        | Massoneria, La Madonna di Guadalupe, Sogni, Machu Picchu                                                                                         | 2.659.000      | 10,31%  |
| 124            | 26 ottobre    | Pietre Magiche                            | Energie della natura, Città di Tiahuanaco, Mummia di Ramesse I, Issei Sagawa, Cerchi nel grano                                                   | 2.605.000      | 10,31%  |
| 125            | 2 novembre    | Praga Magica                              | Rodolfo II e la magia di Kelley e Dee, Vulcano Tambora, Navi invisibili del Philadelphia Experiment, Altare, Uomo Falena                         | 2.389.000      | 8,71%   |
| 126            | 9 novembre    | Pandemia: dobbiamo avere paura?           | Influenza A H1N1, Esplosione di Tunguska nel 1908, Vichinghi e la pietra del sole, Scomparsa di Federico Caffè, Origini siciliane di Shakespeare | 2.155.000      | 7,88%   |
| 127            | 16 novembre   | Atlantide in Sardegna                     | Déjà vu, 21 dicembre 2012 riferito al film 2012, Impatto di un asteroide con la Terra, Morte di Marilyn Monroe                                   | 2.345.000      | 8,74%   |
| 128            | 23 novembre   | I codici segreti di Leonardo              | Cameron: il bambino che visse due volte, Fantasmi nella Metropolitana di Londra, Avalon                                                          | 2.245.000      | 8,22%   |
| 129            | 30 novembre   | Il giusto che inventò il morbo di K       | Sbarco in Normandia, Giovanni Borromeo, Teschio Mitchell-Hedges, Giganti in Italia, Egitto                                                       | 2.138.000      | 8,15%   |
| 130            | 25 dicembre   | Speciale Natalizio: La notte dei Templari | L'Aquila, Gerusalemme, Jacques de Molay, Celestino V                                                                                             | 2.121.000      | 10,67%  |
| Media ascolti  | Media ascolti | Media ascolti                             | Media ascolti | 2.490.000      | 9,90%   |

## Sedicesima serie (primavera 2010)
- Puntate: 7
- In onda ogni lunedì alle 21:00 su Rai 2

| Numero puntata | Messa in onda | Titolo puntata                   | Altri temi trattati                                                                            | Ascolti        | Ascolti |
| Numero puntata | Messa in onda | Titolo puntata                   | Altri temi trattati                                                                            | Telespettatori | Share   |
| -------------- | ------------- | -------------------------------- | ---------------------------------------------------------------------------------------------- | -------------- | ------- |
| 131            | 15 febbraio   | Speciale Voyager: Ufo si, Ufo no | Teorie a confronto sugli UFO, tra cui quelle di Giovanni Bignami e Margherita Hack             | 1.963.000      | 7,43%   |
| 132            | 12 aprile     | Yonaguni, la piramide sommersa   | Esperienze ai confini della morte, Cerchi nel grano, Monna Lisa, Egitto                        | 2.447.000      | 8,86%   |
| 133            | 3 maggio      | Paul McCartney è morto?          | Roma, Teoria espansionistica della Terra, Templari, Arca dell'Alleanza, Sudario di Oviedo      | 2.203.000      | 8,34%   |
| 134            | 10 maggio     | Egitto, l'energia degli Dei      | Ramses II, Bruce e Brandon Lee, Harry Houdini, Cyborg, Tomba di Sipan, Premonizioni collettive | 2.108.000      | 7,98%   |
| 135            | 17 maggio     | Petra, la città dimenticata      | Albert Einstein, Fondali oceanici, Evoluzione umana, Volo                                      | 2.088.000      | 8,01%   |
| 136            | 24 maggio     | La Donna Vampiro?                | Stonehenge, Sacra Sindone, Nicolas Flamel                                                      | 2.157.000      | 8,53%   |
| 137            | 31 maggio     | Hitler è fuggito in Argentina?   | Bambini Indaco, Bosone di Higgs, Eden                                                          | 2.190.000      | 9,06%   |
| Media ascolti  | Media ascolti | Media ascolti                    | Media ascolti                                                                                  | 2.165.000      | 8,32%   |

## Speciali estivi (estate 2010)
- Puntate: 3 (prodotte in collaborazione con il National Geographic)
- In onda ogni mercoledì alle 21:00 su Rai 2

| Numero puntata | Messa in onda | Titolo puntata                 | Altri temi trattati                                                                       | Ascolti        | Ascolti |
| Numero puntata | Messa in onda | Titolo puntata                 | Altri temi trattati                                                                       | Telespettatori | Share   |
| -------------- | ------------- | ------------------------------ | ----------------------------------------------------------------------------------------- | -------------- | ------- |
| 138            | 1º settembre  | Machu Picchu, la città perduta | Poteri paranormali, Adrian Warburton, Fine del mondo per Isaac Newton, Memoria dell'acqua | 2.073.000      | 9,25%   |
| 139            | 8 settembre   | La battaglia maledetta         | Poteri paranormali, Telepatia, Teletrasporto, Misteri di Londra                           | 1.939.000      | 8,23%   |
| 140            | 22 settembre  | Le miniere di Re Salomone      | Armageddon, Ipotesi di una possibile collisione di un asteroide con la Terra              | 1.764.000      | 6,67%   |
| Media ascolti  | Media ascolti | Media ascolti                  | Media ascolti                                                                             | 1.925.000      | 8,05%   |

## Diciassettesima serie (autunno 2010)
- Puntate: 4
- In onda ogni mercoledì alle 21:00 su Rai 2

| Numero puntata | Messa in onda | Titolo puntata                         | Altri temi trattati                                                                                        | Ospite | Ascolti        | Ascolti |
| Numero puntata | Messa in onda | Titolo puntata                         | Altri temi trattati                                                                                        | Ospite | Telespettatori | Share   |
| -------------- | ------------- | -------------------------------------- | --- | --- | -------------- | ------- |
| 141            | 6 ottobre     | Tutankhamon: il tesoro rubato          | Avvistamento di Phoenix, Wallis Simpson, Prete Gianni, Triangolo delle Bermude                             | Maria Perrusi                                                                                              | 1.613.000      | 6,03%   |
| 142            | 13 ottobre    | L'uomo che non mangia e non beve       | Ciampate del Diavolo, Longevità degli abitanti di Vilcabamba, Raffaele Bendandi                            | Maria Cuffaro                                                                                              | 2.351.000      | 8,82%   |
| 143            | 27 ottobre    | Il mondo degli animali misteriosi      | Criptozoologia, Descrizioni di astronavi nei Veda, Quinta dimensione                                       | Renzo Arbore                                                                                               | 1.909.000      | 7,07%   |
| 144            | 29 dicembre   | Speciale natalizio: una notte al museo | Galleria degli Uffizi, Francesco I, Michelangelo, Galileo Galilei, Sindrome di Stendhal, Arte all'obitorio | Galleria degli Uffizi, Francesco I, Michelangelo, Galileo Galilei, Sindrome di Stendhal, Arte all'obitorio | 2.032.000      | 8,52%   |
| Media ascolti  | Media ascolti | Media ascolti                          | Media ascolti                                                                                              | Media ascolti                                                                                              | 1.976.000      | 7,61%   |

## Diciottesima serie (inverno 2011)
- Puntate: 5
- In onda ogni lunedì alle 21:00 su Rai 2

| Numero puntata | Messa in onda | Titolo puntata                   | Altri temi trattati                                                           | Ascolti        | Ascolti |
| Numero puntata | Messa in onda | Titolo puntata                   | Altri temi trattati                                                           | Telespettatori | Share   |
| -------------- | ------------- | -------------------------------- | ----------------------------------------------------------------------------- | -------------- | ------- |
| 145            | 5 gennaio     | A caccia di fantasmi             | Teotihuacan, Antica mummia cinese, Lupo mannaro, Zona del silenzio            | 1.891.000      | 7,69%   |
| 146            | 17 gennaio    | Sogni, un mondo sconosciuto      | Moria di volatili, Narni, Stephen King, Ezzelino da Roma, Area 51             | 2.439.000      | 9,24%   |
| 147            | 24 gennaio    | Viaggio: un computer dal passato | Macchina di Anticitera, Vita extraterrestre, Isaac Newton, Alatri, Massoneria | 2.378.000      | 8,82%   |
| 148            | 31 gennaio    | Alla ricerca dell'arca di Noè    | Bunker, Dio Mithra, Stieg Larsson, Yonaguni, Poltergeist                      | 2.635.000      | 9,34%   |
| 149            | 7 febbraio    | 2012, l'ultima verità            | Beatles, Alatri, Museo egizio del Cairo, Miami Circle                         | 2.817.000      | 9,97%   |
| Media ascolti  | Media ascolti | Media ascolti                    | Media ascolti                                                                 | 2.432.000      | 9,01%   |

## Diciannovesima serie (primavera 2011)
- Puntate: 4
- In onda ogni lunedì alle 21:00 su Rai 2

| Numero puntata | Messa in onda | Titolo puntata                           | Altri temi trattati                                                   | Ascolti        | Ascolti |
| Numero puntata | Messa in onda | Titolo puntata                           | Altri temi trattati                                                   | Telespettatori | Share   |
| -------------- | ------------- | ---------------------------------------- | --------------------------------------------------------------------- | -------------- | ------- |
| 150            | 9 maggio      | Ibernazione, si può diventare immortali? | UFO, Catastrofi da impatto, Raffaele Bendandi, Papa Giovanni Paolo II | 2.728.000      | 10,11%  |
| 151            | 16 maggio     | 2012, un solo luogo si salverà?          | Bugarach, Mars-500                                                    | 2.457.000      | 8,85%   |
| 152            | 23 maggio     | Bombe atomiche smarrite nel mondo        | Guarigione miracolosa, Radio che trasmettono solo numeri              | 2.205.000      | 8,17%   |
| 153            | 30 maggio     | India, le foglie del destino             | Naadi Shastra, Joe Davis, Area 51                                     | 2.061.000      | 7,85%   |
| Media ascolti  | Media ascolti | Media ascolti                            | Media ascolti                                                         | 2.363.000      | 8,74%   |

## Ventesima serie (autunno 2011)
- Puntate: 10
- In onda ogni lunedì alle 21:00 su Rai 2

| Numero puntata | Messa in onda | Temi trattati                                                                        | Ospite                                               | Ascolti        | Ascolti |
| Numero puntata | Messa in onda | Temi trattati                                                                        | Ospite                                               | Telespettatori | Share   |
| -------------- | ------------- | ------------------------------------------------------------------------------------ | ---------------------------------------------------- | -------------- | ------- |
| 154            | 12 settembre  | Gesù, Magnetismo terrestre, Sbarco in Normandia                                      | Lorena Bianchetti                                    | 2.562.000      | 11,21%  |
| 155            | 19 settembre  | Cosmonauti, Libri maledetti, Morbo di K                                              | Dario Argento                                        | 2.061.000      | 7,82%   |
| 156            | 26 settembre  | Cerchi nel grano, Eterna giovinezza, Flagellazione di Cristo (Piero della Francesca) | Giancarlo Magalli                                    | 2.289.000      | 8,85%   |
| 157            | 3 ottobre     | Giovanni Paolo II, Space Shuttle, Cristoforo Colombo                                 | Massimo Ghini                                        | 1.946.000      | 7,73%   |
| 158            | 10 ottobre    | Sesto senso, Donne vampiro, Bomba atomica                                            | Amadeus                                              | 2.251.000      | 8,53%   |
| 159            | 17 ottobre    | Cuore, Conte Dracula, Mummie                                                         | Paolo Fox                                            | 2.398.000      | 9,13%   |
| 160            | 24 ottobre    | Alcatraz, Gladiatori, Antichi tesori                                                 | Victoria Cabello                                     | 2.269.000      | 8,14%   |
| 161            | 31 ottobre    | Giganti, Frankenstein, Guerrieri                                                     | Paolo Nespoli                                        | 1.927.000      | 7,68%   |
| 162            | 7 novembre    | Big One, Santone indiano, Nazisti                                                    | Lorella Cuccarini                                    | 2.219.000      | 8,06%   |
| 163            | 16 dicembre   | Speciale Natalizio: 2012, perché il mondo non finirà                                 | Speciale Natalizio: 2012, perché il mondo non finirà | 1.937.000      | 7,65%   |
| Media ascolti  | Media ascolti | Media ascolti                                                                        | Media ascolti                                        | 2.186.000      | 8,48%   |

## Ventunesima serie (inverno 2012)
- Puntate: 9
- In onda ogni lunedì alle 21:00 su Rai 2

| Numero puntata | Messa in onda | Titolo puntata                                                           | Altri temi trattati                             | Ospite                                          | Ascolti        | Ascolti |
| Numero puntata | Messa in onda | Titolo puntata                                                           | Altri temi trattati                             | Ospite                                          | Telespettatori | Share   |
| -------------- | ------------- | ------------------------------------------------------------------------ | ----------------------------------------------- | ----------------------------------------------- | -------------- | ------- |
| 164            | 23 gennaio    | Madre Teresa di Calcutta                                                 | Atlantropa, Morìa d'uccelli                     | Carolina Crescentini                            | 2.500.000      | 9,01%   |
| 165            | 30 gennaio    | Gli animali hanno un sesto senso?                                        | Sfere di luce nel cielo, Foglie del destino     | Renzo Arbore                                    | 2.256.000      | 7,66%   |
| 166            | 6 febbraio    | Cosa ci aspetta dopo questa vita?                                        | Servizi segreti, Mostri marini                  | Massimo Dapporto                                | 2.332.000      | 7,91%   |
| 167            | 20 febbraio   | Quali sono le vere potenzialità della nostra mente?                      | Prevenzioni delle catastrofi, Corpo umano       | Licia Colò                                      | 2.294.000      | 7,87%   |
| 168            | 27 febbraio   | Qual è la vera origine dell'uomo?                                        | Vera Croce, Templari                            | Maurizio Nichetti e Carlo Conti                 | 2.509.000      | 8,88%   |
| 169            | 5 marzo       | Come sarà l'uomo del futuro?                                             | Le grandi rapine, Tombe cinesi                  | Massimo Lopez                                   | 1.912.000      | 6,87%   |
| 170            | 12 marzo      | Esiste un destino già scritto oppure la nostra vita è regolata dal caso? | Moto perpetuo, Archeologia eretica              | Tiberio Timperi e Miriam Leone                  | 2.014.000      | 7,33%   |
| 171            | 19 marzo      | L'ultimo capolavoro di Leonardo da Vinci: la Battaglia di Anghiari       | Catastrofi bibliche, Fusione nucleare fredda    | Catastrofi bibliche, Fusione nucleare fredda    | 2.265.000      | 8,51%   |
| 172            | 26 marzo      | L'acqua ha una memoria?                                                  | Capacità del nostro cervello, Piramidi d'Egitto | Capacità del nostro cervello, Piramidi d'Egitto | 2.124.000      | 7,72%   |
| Media ascolti  | Media ascolti | Media ascolti                                                            | Media ascolti                                   | Media ascolti                                   | 2.245.111      | 7,97%   |

## Ventiduesima serie (autunno 2012)
- Puntate: 7
- In onda ogni venerdì alle 21:00 su Rai 2

| Numero puntata | Messa in onda | Titolo puntata                       | Altri temi trattati                                                               | Ospite                                                                            | Ascolti        | Ascolti |
| Numero puntata | Messa in onda | Titolo puntata                       | Altri temi trattati                                                               | Ospite                                                                            | Telespettatori | Share   |
| -------------- | ------------- | ------------------------------------ | --------------------------------------------------------------------------------- | --------------------------------------------------------------------------------- | -------------- | ------- |
| 173            | 14 settembre  | La forza della preghiera             | L'uomo che non dorme, Piramide di Cheope                                          | Milly Carlucci                                                                    | 1.516.000      | 6,23%   |
| 174            | 21 settembre  | L'uomo che sfidò Auschwitz           | Reliquie, Invisibilità                                                            | Reliquie, Invisibilità                                                            | 1.621.000      | 6,63%   |
| 175            | 28 settembre  | Il mistero delle piante intelligenti | Esperimento di Philadelphia, Titanic                                              | Piero Chiambretti                                                                 | 1.614.000      | 6,48%   |
| 176            | 5 ottobre     | Il volto del male                    | Cesare Lombroso, Controllo del clima, Atlantide                                   | Bianca Guaccero                                                                   | 1.455.000      | 5,72%   |
| 177            | 12 ottobre    | La cattedrale dei segreti            | Cattedrale di Notre-Dame (Chartres), Donne pilota, Grotta dei cristalli, Fantasmi | Cattedrale di Notre-Dame (Chartres), Donne pilota, Grotta dei cristalli, Fantasmi | 1.578.000      | 5,99%   |
| 178            | 19 ottobre    | America: templari prima di Colombo?  | Fort Knox, Trapianti                                                              | Enrica Bonaccorti                                                                 | 1.601.000      | 6,11%   |
| 179            | 26 ottobre    | Cappella Sistina                     | Vaticano, 21 dicembre 2012                                                        | Michele Mirabella                                                                 | 2.242.000      | 8,39%   |
| Media ascolti  | Media ascolti | Media ascolti                        | Media ascolti                                                                     | Media ascolti                                                                     | 1.661.000      | 6,51%   |

## Ventitreesima serie (inverno 2013)
- Puntate: 6
- In onda ogni lunedì alle 21:00 su Rai 2

| Numero puntata | Messa in onda | Temi trattati | Ospite                                             | Ascolti        | Ascolti |
| Numero puntata | Messa in onda | Temi trattati | Ospite                                             | Telespettatori | Share   |
| -------------- | ------------- | --- | -------------------------------------------------- | -------------- | ------- |
| 180            | 7 gennaio     | Yeti, Apparizioni mariane, Il regime nazista e l'esoterismo                                                                                | Folco Quilici                                      | 1.915.000      | 6,74%   |
| 181            | 14 gennaio    | Pietre della Valle della Morte, Luci nel cielo, Massoneria americana                                                                       | Enzo Maiorca                                       | 1.862.000      | 6,64%   |
| 182            | 21 gennaio    | Gli angeli esistono?, Invisibilità, Gustavo Rol, Ibernazione                                                                               | Piergiorgio Odifreddi                              | 1.671.000      | 5,95%   |
| 183            | 28 gennaio    | Avvistamenti UFO, Irena Sendler, Neonato sopravvissuto ad incidente metropolitano, Croce di Cristo                                         | Enzo Decaro                                        | 1.904.000      | 6,73%   |
| 184            | 4 febbraio    | Esiste l'aldilà?, Chi era Imhotep, architetto del faraone Zoser?, Storia di un pilota risucchiato da una turbina, Madre Teresa di Calcutta | Antonello Dose, Marco Presta                       | 1.969.000      | 7,09%   |
| 185            | 16 febbraio   | Puntata speciale dedicata ad asteroidi e meteoriti                                                                                         | Puntata speciale dedicata ad asteroidi e meteoriti | 1.278.000      | 4,51%   |
| Media ascolti  | Media ascolti | Media ascolti | Media ascolti                                      | 1.766.500      | 6,28%   |

## Ventiquattresima serie (inverno 2013/2014)
- Puntate: 5
- In onda ogni lunedì alle 21:00 su Rai 2

| Numero puntata | Messa in onda | Titolo puntata                           | Altri temi trattati                                                                                      | Ospiti                                          | Ascolti        | Ascolti |
| Numero puntata | Messa in onda | Titolo puntata                           | Altri temi trattati                                                                                      | Ospiti                                          | Telespettatori | Share   |
| -------------- | ------------- | ---------------------------------------- | --- | ----------------------------------------------- | -------------- | ------- |
| 186            | 23 dicembre   | Speciale natalizio: Natale a Gerusalemme | Gerusalemme, Betlemme, Arcangelo Michele, Natale                                                         |                                                 | 2.586.000      | 10,35%  |
| 187            | 30 dicembre   | Una base segreta in Italia?              | Il progetto "Mars One", Il ragazzo che ricorda tutto, Marsili                                            | Franco Gabrielli, Jack Andraka                  | 1.904.000      | 7,51%   |
| 188            | 6 gennaio     | CERN: nel cuore della scienza            | Istituto italiano di tecnologia, Viaggiare nel tempo, Angelo Mosso                                       |                                                 | 1.054.000      | 6,67%   |
| 189            | 13 gennaio    | Chirurgia sotto ipnosi                   | Dirottare un aereo da terra, Avvistamenti UFO, Gemelli omozigoti, Antico Egitto, "In 11 contro il Reich" | Enrico Facco, Dimitri De Clara, Andrea Ballabio | 1.466.000      | 5,38%   |
| 190            | 20 gennaio    | Il Segreto di Bergoglio                  | Ultima Cena (Leonardo), Una bomba atomica di 4000 anni fa                                                |                                                 | 1.863.000      | 6,73%   |
| Media ascolti  |               |                                          | |                                                 |                |         |

## Venticinquesima serie (estate 2014)
- Puntate: 9
- In onda ogni lunedì alle 21:20 su Rai 2
- Argomento serie: ogni puntata alla ricerca dei segreti di una città (italiana, europea o americana) (Rio de Janeiro, Roma, Venezia, Napoli, Berlino, Londra, Parigi, USA, Sicilia)

| Numero puntata | Messa in onda | Titolo puntata                      | Principali temi trattati | Ascolti        | Ascolti |
| Numero puntata | Messa in onda | Titolo puntata                      | Principali temi trattati | Telespettatori | Share   |
| -------------- | ------------- | ----------------------------------- | --- | -------------- | ------- |
| 191            | 7 luglio      | L'altro Brasile                     | Rio de Janeiro, Mondiali di Calcio, Coppa Rimet, Maracanã, Cristo Redentore, Favelas, Spiritualità e religione in Brasile, Fenici in Brasile, Indios | 1.725.000      | 8,03%   |
| 192            | 14 luglio     | I segreti di Venezia                | Palazzo ducale, Ponte dei Sospiri, Crollo del Campanile di S. Marco, Giacomo Casanova, Teatro La Fenice, Tesoro dei Templari, La Villa maledetta, Richard Wagner, Cronovisore | 1.949.000      | 8,77%   |
| 193            | 21 luglio     | Una notte a Roma                    | Cardinale de' Medici; Sotterranei; Quirinale; Colosseo; Laghi intorno a Roma; Scheletri ingioiellati; Catacombe; La grande bellezza | 1.742.000      | 8,27%   |
| 194            | 28 luglio     | I segreti di Parigi                 | Statua della Libertà; Torre Eiffel; Sotterranei; Notre Dame de Paris; La vera storia de La Bella e la Bestia; Cuori dei re di Francia; Napoleone | 2.228.000      | 10,76%  |
| 195            | 4 agosto      | Nel ventre di Napoli                | Vesuvio; Pompei; Tomba di 2000 anni fa; Sotterranei; La prima cava di Napoli; Teatro di Nerone; San Gennaro; Principe di Sansevero; Baia (città sommesa dal mare) | 1.698.000      | 8,74%   |
| 196            | 11 agosto     | Sicilia: isola del mistero          | Palermo; Tribunale dei Beati Paoli; Atlantide in Sicilia; Malta; Incendi misteriosi; Galleria del terrore; Esercitazioni militari USA; Etna; Marsili (vulcano sottomarino); Tsunami | 1.655.000      | 9,88%   |
| 197            | 18 agosto     | L'altra Berlino                     | Collina del Diavolo; Nazismo; Tesoro dei Nazisti; Topografia del Terrore; Guerra fredda; Prigioni della Stasi (Polizia DDR); Segreti della DDR; Muro di Berlino; Evasione dal muro; Costruzione tunnel 29; Parco giochi proibito; Neuro-marketing                                           | 1.334.000      | 7,44%   |
| 198            | 25 agosto     | Londra mai vista                    | London Eye; London Stone; Il vero centro di Londra; Bunker; Chiesa di San Bartolomeo; La Scheggia (grattacielo); La tragedia di Regent's Park; British Museum; Antico Egitto; Reincarnazione; Mummia maledetta; Jack lo squartatore; Scotland Yard; Terrorismo; Attentati con liquidi bomba | 1.257.000      | 6,65%   |
| 199            | 1º settembre  | Misteri e segreti degli Stati Uniti | New York; Statua della Libertà; Massoneria; Cattedrale di St John; Cittadini spiati dal governo; Dan Brown; Avvistamenti UFO; Vichinghi e templari in America; La Stonehenge Americana | 1.573.000      | 7,36%   |
| Media ascolti  |               |                                     | |                |         |

## Ventiseiesima serie (autunno - inverno 2014/2015)
- Puntate: 4
- In onda ogni venerdì alle 21:20 su Rai 2
- Argomento serie: ogni puntata alla ricerca dei segreti di una città (Milano, Bologna, Los Angeles), più uno speciale natalizio dedicato a Maria di Nazareth.

| Numero puntata | Messa in onda | Titolo puntata                            | Principali temi trattati | Ascolti        | Ascolti |
| Numero puntata | Messa in onda | Titolo puntata                            | Principali temi trattati | Telespettatori | Share   |
| -------------- | ------------- | ----------------------------------------- | --- | -------------- | ------- |
| 200            | 12 dicembre   | I segreti di Milano                       | Duomo; Museo di Storia Naturale, Teatro Alla Scala, Giuseppe Verdi, Stazione Centrale e Binario 21 per Auschwitz, basilica di Sant'Ambrogio, Accademia di Brera, Antonio Boggia il primo serial killer italiano, Ufo degli anni ‘30, leggende del Parco Sempione, Castello Sforzesco, Cenacolo di Leonardo da Vinci | 1.612.000      | 6,68%   |
| 201            | 19 dicembre   | Speciale Natalizio: Sulle tracce di Maria | Turchia, Istanbul, Basilica di Santa Sofia, Efeso, Casa di Maria, Loreto, Lourdes, Fatima | 1.844.000      | 7,75%   |
| 202            | 26 dicembre   | Bologna                                   | Sotterranei bolognesi, fontana del Nettuno, portici, torri Asinelli e Garisenda, chiesa di Santo Stefano, primo chirurgo estetico della storia, Mozart, il più antico rotolo della Torah, Ayrton Senna | 1.784.000      | 7,44%   |
| 203            | 2 gennaio     | Los Angeles                               | Big One, Hollywood, fratelli Lumiere, pozze di bitume con resti di antichi animali preistorici, Walk of Fame, missione delle sonde Voyager, l'uomo che avvista gli UFO, Whitney Huston, Federico Fellini | 1.657.000      | 6,68%   |
| Media ascolti  |               |                                           | |                |         |

## Ventisettesima serie (estate 2015)
- Puntate: 10
- In onda ogni lunedì alle 21:20 su Rai 2
- Argomento serie: ogni puntata alla ricerca dei segreti di un paese.

| Numero puntata | Messa in onda | Titolo puntata                          | Principali temi trattati | Ascolti        | Ascolti |
| Numero puntata | Messa in onda | Titolo puntata                          | Principali temi trattati | Telespettatori | Share   |
| -------------- | ------------- | --------------------------------------- | --- | -------------- | ------- |
| 204            | 8 giugno      | Barcellona                              | Sagrada Familia, Pablo Picasso, Grande Sinagoga | 1.351.000      | 5,68%   |
| 205            | 15 giugno     | Firenze                                 | Cattedrale di Santa Maria del Fiore, corridoio vasariano, cripta di Giangastone de Medici, sotterranei dell'ospedale nuovo                                                                                   | 1.710.000      | 7,28%   |
| 206            | 22 giugno     | Puglia                                  | San Nicola, Castel del Monte, i trulli di Alberobello, un'antica grotta pugliese, la cattedrale di Trani | 1.783.000      | 7,69%   |
| 207            | 29 giugno     | Buenos Aires e Argentina                | Papa Francesco, Elvis Presley ancora vivo?, Patagonia, giganti, pietre di Ica | 1.463.000      | 6,54%   |
| 208            | 6 luglio      | Roma                                    | Porta Maggiore, San Pietro | 1.602.000      | 8,03%   |
| 209            | 13 luglio     | Francia del Sud                         | Lourdes, Maria Maddalena, la ricerca del mitico Graal, Van Gogh e Nostradamus | 1.595.000      | 8,19%   |
| 210            | 20 luglio     | Grecia                                  | Partenone, Oracolo di Delfi, Macchina di Anticitera, Omero nel Baltico, Meteore | 1.422.000      | 7,86%   |
| 211            | 27 luglio     | Sardegna                                | Antichi Sardi in Egitto, la piramide sarda, tombe dei giganti, statue dei giganti, casa di Garibaldi, anfiteatro di Cagliari, triangolo delle Bermude italiano, capre dai denti d'oro, Atlantide in Sardegna | 1.630.000      | 8,55%   |
| 212            | 3 agosto      | Il mito del mondo sommerso              | Ischia, Napoli, Parigi, Turchia, Egitto, Sud America, Polo Nord, piramidi bosniache | 1.637.000      | 9,32%   |
| 213            | 10 agosto     | In Portogallo sulle tracce dei Templari | Castelli di Almourol e di Tomar, Cristoforo Colombo, i sogni dei non vedenti, terremoto di Lisbona del 1755, la prima macchina volante                                                                       | 1.499.000      | 8,83%   |
| Media ascolti  |               |                                         | |                |         |

## Ventottesima serie (autunno - inverno 2015)
- Puntate: 4
- In onda ogni venerdì alle 21:20 su Rai 2
- Argomento serie: ogni puntata alla ricerca dei segreti di un paese.

| Numero puntata | Messa in onda | Titolo puntata                                    | Principali temi trattati | Ascolti        | Ascolti |
| Numero puntata | Messa in onda | Titolo puntata                                    | Principali temi trattati | Telespettatori | Share   |
| -------------- | ------------- | ------------------------------------------------- | --- | -------------- | ------- |
| 214            | 4 dicembre    | Speciale Giubileo                                 | Giubileo, San Francesco d'Assisi, Madre Teresa di Calcutta, Padre Pio da Pietrelcina, Celestino V e la basilica di Collemaggio all'Aquila, Carcere di Regina Coeli | 1.749.000      | 7,51%   |
| 215            | 11 dicembre   | I segreti ed i misteri di Napoli e della Campania | Castel dell'Ovo, Galleria Borbonica, Chiesa di San Giorgio Maggiore, Convento di Santa Maria la Nova/Sepolcro di Matteo Ferrillo, Parco archeologico di Posillipo/Isola la Gaiola ,Villa di Augusto a Somma Vesuviana, Vesuvio, Santuario di Montevergine | 1.431.000      | 6,27%   |
| 216            | 18 dicembre   | I mille volti e i mille segreti di Torino         | Chiesa della Gran Madre, Museo egizio, Parco del Valentino/Castello del Valentino, Torino sotterranea, Mole Antonelliana, Triangoli di magia bianca (Torino-Praga-Lione) e nera (Torino-Londra-San Francisco), Tranvia Sassi-Superga/Basilica di Superga/Tragedia di Superga, Romeo e Giulietta/Luigi da Porto/Castelli di Romeo e Giulietta, Templari a Monte dei Cappuccini/Filippo San Martino di Agliè, Stazione di ricerca sotterranea dell'INAF-IFSI a Monte dei Cappuccini, Gustavo Adolfo Rol | 1.354.000      | 6,08%   |
| 217            | 24 dicembre   | Speciale Natalizio: La luce di Parigi             | Santa Claus Village a Rovaniemi, Museo del Louvre/Gioconda/Nozze di Cana, Maria Callas/Opéra Garnier/sotterranei dell'Opéra, Università della Sorbona, Marie Curie, Cité des sciences et de l'industrie, La Géode, Reggia di Versailles/Luigi XIV/Luigi XVII, Obelisco di Luxor, Djed del Louvre/Piramide di Djoser/Piramide di Cheope/Mario Pincherle | 1.230.000      | 6,73%   |
| Media ascolti  |               |                                                   | |                |         |

## Ventinovesima serie (estate 2016)
- Puntate: 5
- In onda ogni lunedì alle 21:15 su Rai 2
- Argomento serie: Italia straordinaria: Il paese che ha cambiato il mondo

| Numero puntata | Messa in onda | Titolo puntata                                              | Principali temi trattati | Ascolti        | Ascolti |
| Numero puntata | Messa in onda | Titolo puntata                                              | Principali temi trattati | Telespettatori | Share   |
| -------------- | ------------- | ----------------------------------------------------------- | --- | -------------- | ------- |
| 218            | 4 luglio      | Nord Italia: Genova, Cremona, Ferrara                       | Monte Rushmore e Luigi Del Bianco; New York; Genova (sotterranei di Genova, Niccolò Paganini, Istituto Italiano di Tecnologia, Santo Volto, Sacro Catino); Ferrara (Castello Estense, Università di Ferrara, Palazzo Schifanoia, Palazzo dei Diamanti); Cremona (Museo stradivariano, Torrazzo). | 1.755.000      | 8.57%   |
| 219            | 11 luglio     | Centro Italia: Chiusdino, Pisa, Carrara, Perugia, Osimo     | Chiusdino (abbazia di San Galgano, cappella di Montesiepi, la spada nella roccia e la leggenda di Re Artù); Pisa (torre pendente, Galileo Galilei); Carrara (cave di marmo, il marmo di Carrara nel mondo); Perugia (chiesa di San Bevignate, cavalieri templari, domus romana); Osimo (città sotterranea di Osimo, massoneria). | 2.054.000      | 10.40%  |
| 220            | 18 luglio     | Sud Italia: Monte Sant'Angelo, Cosenza, Girifalco, Calabria | Gargano (Monte Sant'Angelo e San Michele Arcangelo, la linea di San Michele Arcangelo); Cosenza (il tesoro di Alarico, il Busento, il Crati, il cenotafio di Cozzo Rotondo); Basilicata (le Dolomiti lucane, la zona archeologica del Monte Croccia); Calabria (collezione Tolone Azzariti, l'elefante della Sila, le Pietre di Ica, uomini e dinosauri); Crotone (Capo Colonna, gli antichi e la reincarnazione); New York e Hexham (le gemelle Pollock, la reincarnazione, l'epigenetica). | 1.983.000      | 9.85%   |
| 221            | 25 luglio     | Le isole italiane                                           | Sicilia (il duomo di Monreale, Palermo sotterranea e i Beati Paoli, William Shakespeare siciliano, le mummie di Palermo, il conte di Cagliostro, i giganti e gli elefanti nani, la tomba di Federico II, l'operazione Mincemeat, la miniera di salgemma di Realmonte); Egadi (isola di Levanzo e grotta del Genovese); Sardegna (il ritrovamento del Messerschmitt Me 323), New York (il toro di Wall Street)                                                                                | 1.734.000      | 8.66%   |
| 222            | 1 agosto      | Il mondo fatto dagli italiani                               | Bari (i segreti del Teatro Petruzzelli); vivere senza gli italiani; la scomparsa di Ettore Majorana; Pisa (la scoperta delle onde gravitazionali); il sarcofago di Boville Ernica; i bronzi di Riace; Roma (Castel Sant'Angelo, il passetto, la tomba di San Pietro, un lago sotto Roma); dietro le quinte di Voyager. | 1.559.000      | 8,50%.  |
| Media ascolti  |               |                                                             | |                |         |

## Trentesima serie (autunno - inverno 2016/2017)
- Puntate: 4
- In onda in vari giorni alle 21:10 su Rai 2
- Argomento serie: Italia straordinaria: Il paese che ha cambiato il mondo

| Numero puntata | Messa in onda | Titolo puntata                          | Principali temi trattati | Ascolti        | Ascolti |
| Numero puntata | Messa in onda | Titolo puntata                          | Principali temi trattati | Telespettatori | Share   |
| -------------- | ------------- | --------------------------------------- | --- | -------------- | ------- |
| 223            | 12 dicembre   | Siena, Mantova, Orvieto                 | Siena (il duomo di Siena, Ermete Trismegisto, Santa Maria della Scala, la Torre del Mangia, Siena sotterranea); Mantova (il sangue di Cristo, San Longino, il duomo di Mantova, la rotonda di San Lorenzo, la basilica di Sant'Andrea, il palazzo ducale); Orvieto (il duomo di Orvieto, il miracolo di Bolsena); Quello che non si può dire: la vita oltre la vita.                                                                                               | 2.041.000      | 8,17%   |
| 224            | 26 dicembre   | Speciale - Una notte da favola          | La reggia di Caserta e i suoi segreti, Giambattista Basile e la vera storia di Cenerentola, il castello di Fontainebleau e la vera storia della Bella e la Bestia, la Route 66 e la storia di Cars, la storia di Star Wars, il Seegrotte e la storia dei Tre moschettieri. | 1.887.000      | 8,7%    |
| 225            | 30 dicembre   | Sirmione, Viterbo, Sardegna             | Sirmione (la fine dei Catari, il lago Gerundo, draghi); Viterbo (il primo Conclave, Annio da Viterbo, Egidio da Viterbo, il mistero della Crocifissione di Viterbo); Sardegna (grotta di Santa Barbara a Carbonia, dentro una miniera, gli Shardana, la fine della civiltà nuragica e il mito di Atlantide); Quello che non si può dire: le armi atomiche naziste; l'uomo che salvò il mondo.                                                                      | 2.014.000      | 8,8%    |
| 226            | 4 gennaio     | Las Vegas, Isola di San Pietro, Orvieto | Las Vegas (l'Italia a Las Vegas, il lago Mead, il tunnel impossibile); Isola di San Pietro (Cristoforo Colombo, pirati e corsari, la necropoli di Carloforte, le antiche tombe dell'isola di San Pietro, il saccheggio di Carloforte, i fenicotteri dell'isola di San Pietro); Orvieto (i sotterranei di Orvieto, il pozzo di San Patrizio); Quello che non si può dire: Ufo, Area 51, segnali dallo spazio, il radiotelescopio sardo, alieni e Indiani d'America. | 2.300.000      | 9,99%   |
| Media ascolti  |               |                                         | |                |         |

## Puntata speciale (inverno 2017)
- Puntate: 1
- In onda giovedì 9 febbraio alle 21.05 su Rai 2
- Argomento: Gli inizi dell'avventura di Voyager, con la riproposizione di servizi delle stagioni passate

| Numero puntata | Messa in onda | Titolo puntata                                    | Principali temi trattati | Ascolti        | Ascolti |
| Numero puntata | Messa in onda | Titolo puntata                                    | Principali temi trattati | Telespettatori | Share   |
| -------------- | ------------- | ------------------------------------------------- | --- | -------------- | ------- |
| 227            | 9 febbraio    | La notte di Voyager - Ai confini della conoscenza | Discesa nel tunnel della tomba di Seti I; la scalata della grande piramide; i bambini indaco; Reincarnazione: il caso delle gemelle Pollock; Chupacabra: il mito diventa realtà; Washington: nel cuore del potere; India: il destino è già scritto?; Spagna: volti tornati dal passato?; Oggetti che non dovrebbero esistere; John Titor: l'uomo venuto dal futuro; Chicago: con l'anticrimine a caccia di fantasmi; Cerchi nel grano: l'esperimento. | 586.000        | 3%      |
| Media ascolti  |               |                                                   | |                |         |

## Trentunesima serie (estate 2017)
- Puntate: 8[126]
- In onda ogni lunedì alle 21:15 su Rai 2
- Argomento serie: Italia straordinaria: Il paese che ha cambiato il mondo

| Numero puntata | Messa in onda | Titolo puntata                                                    | Principali temi trattati | Ascolti        | Ascolti |
| Numero puntata | Messa in onda | Titolo puntata                                                    | Principali temi trattati | Telespettatori | Share   |
| -------------- | ------------- | ----------------------------------------------------------------- | --- | -------------- | ------- |
| 228            | 10 luglio     | L'Impero romano                                                   | Villa Adriana a Tivoli (terme, Canopo, Pecile, Teatro Marittimo, intervista all'imperatore Adriano); il Pont du Gard; Nîmes (l'arena e la Maison Carrée); i sotterranei dell'arena di Verona; il tratto sotterraneo dell'acquedotto Claudio; il Vallo di Adriano; il Pantheon; Quello che non si può dire: i gemelli. | 1.924.000      | 9.8%    |
| 229            | 17 luglio     | Cascata delle Marmore, Todi, Caminito del Rey, Assisi, Ferentillo | La cascata delle Marmore; Todi (il campanile di San Fortunato, Todi sotterranea); il Caminito del Rey; Assisi (Gino Bartali: un eroe italiano); Ferentillo (il Museo delle mummie); Quello che non si può dire: Titanic: le dodici coincidenze, gli italiani a bordo del Titanic. | 1.839.000      | 9%      |
| 230            | 24 luglio     | Siracusa, Tabernas, Châteauneuf-du-Pape                           | Siracusa (il ninfeo, il teatro, le Latomie, Caravaggio, Santa Lucia, il Duomo, il castello Maniace); Tabernas (Western all'italiana, Ufo nel film western); Châteauneuf-du-Pape (divieto di sbarco agli alieni, leggi pazze nel mondo); Quello che non si può dire: l'Isola di Pasqua (i sotterranei dell'isola di Pasqua, le tavolette rongorongo, Mohenjo-daro). | 1.822.000      | 9.2%    |
| 231            | 31 luglio     | Trieste, Lecce, Siracusa                                          | Trieste (la Grotta Gigante); Lecce (l'Ospedale dello Spirito Santo, il museo Faggiano, il castello, il duomo, la basilica minore, la lupa di Lecce, Sant'Oronzo); Siracusa (Archimede, il castello Eurialo, la tomba di Archimede); Quello che non si può dire: gli agenti segreti, la Guerra Fredda. | 1.844.000      | 9.76%   |
| 232            | 14 agosto     | Trieste, Siracusa, Venezia, Grenoble, Monthe Rushmore, New York   | Trieste (il castello di Miramare, la chiesa di San Giovanni in Tuba, il fiume Timavo, gli acquedotti, il centro); Siracusa (le Latomie, l'Orecchio di Dionisio, la grotta dei Cordari); Venezia (Elena Lucrezia Cornaro); Micronazioni (la Repubblica di Cospaia, Kugelmugel, Tavolara); Grenoble (il sincrotrone, i papiri di Ercolano); Monte Rushmore e New York (Luigi Del Bianco, gli italiani in America); Quello che non si può dire: il potere della mente.                                      | 1.401.000      | 9.65%   |
| 233            | 21 agosto     | Il viaggio                                                        | Caprarola (Palazzo Farnese, il gene del viaggiatore); Verona (la storia di Romeo e Giulietta); Siracusa (sposi in bottiglia); Lecce (i Giulietta e Romeo di Lecce); Santa Fe (Cristoforo Colombo e i Templari); Amelia (la famiglia Geraldini e l'America, le origini italiane di John Fitzgerald Kennedy); Avignone (la fine dei Templari, la Cattività avignonese); il Louvre (la Gioconda, l'antico Egitto); Quello che non si può dire: i Nobel rubati alle donne: Lise Meitner e Rosalind Franklin. | 1.627.000      | 9.13%   |
| 234            | 28 agosto     | Prima guerra mondiale                                             | La Grande Guerra: la Marmolada (la galleria Flavio Rosso; la Forcella V; la città di ghiaccio), il Pasubio (le 52 gallerie), il Monte Grappa (il monte Palon), Bassano del Grappa (il monumento al generale Giardino); Venezia (Giacomo Casanova, storie di fantasmi, palazzo Labia); Roma (Pietro Mennea); Quello che non si può dire: la vita oltre la vita. | 1.843.000      | 9.9%    |
| 235            | 4 settembre   | Speciale: Gli occhi di madre Teresa                               | San Pietro: le stanze chiuse al pubblico; la vita di Madre Teresa; Lourdes; sulle tracce di Maria | 2.023.000      | 9.8%    |
| Media ascolti  |               |                                                                   | |                |         |

## Trentaduesima serie (autunno - inverno 2017/2018)
- Puntate: 6
- In onda ogni lunedì alle 21:15 su Rai 2
- Argomento serie: Italia straordinaria - Il paese che ha cambiato il mondo

| Numero puntata | Messa in onda | Titolo puntata                                                                   | Principali temi trattati | Ascolti        | Ascolti |
| Numero puntata | Messa in onda | Titolo puntata                                                                   | Principali temi trattati | Telespettatori | Share   |
| -------------- | ------------- | -------------------------------------------------------------------------------- | --- | -------------- | ------- |
| 236            | 18 dicembre   | Il Senato della Repubblica, Vercelli, Fenestrelle                                | Il Senato (Palazzo Madama, una statua dimenticata, i settant'anni della Costituzione); Vercelli (la nascita del violino, lo Stradivari Le Noir, Giovanni Battista Viotti e La Marsigliese); Fenestrelle (la seconda fortezza più grande al mondo); Quello che non si può dire: i misteri di Rennes-le-Château, Altare e di Rosazza. | 1.408.000      | 6.1%    |
| 237            | 25 dicembre   | Speciale di Natale                                                               | Da San Nicola a Santa Claus; la Cappadocia (i camini delle fate, le chiese rupestri, la città sotterranea di Derinkuyu); Quello che non si può dire: fate, gnomi e folletti; la storia di San Paolo; i luoghi di Gesù (la Basilica della Natività, la Basilica del Santo Sepolcro, Gerusalemme). | 1.824.000      | 8.8%    |
| 238            | 8 gennaio     | Diga del Gleno: un dramma perduto                                                | Il disastro del Gleno; la miniera di sale Wieliczka; Orvieto (il duomo di Orvieto, il miracolo di Bolsena, il pozzo di San Patrizio); Quello che non si può dire: il potere della mente; vivere senza gli italiani. | 1.708.000      | 7.1%    |
| 239            | 15 gennaio    | New York, Roma, Londra, Pisa, Carrara                                            | New York (le piante parlano e provano emozioni?); Roma (Sognatori: italiani straordinari; Senato della Repubblica: un tempio massonico del Grande Oriente d'Italia e il tempio di Matidia); Quello che non si può dire: a Londra sulle tracce di Jack lo squartatore; Pisa (la torre pendente e Galileo Galilei); Carrara (le cave di marmo, la barca cinese di marmo di monte Cimino). | 1.682.000      | 7.2%    |
| 240            | 22 gennaio    | Monte Soratte, Val Camonica, La Scarzuola, Rhode Island, Grotta di Chauvet, Roma | Monte Soratte (il bunker di Roma, l'oro del Soratte, il rifugio antiatomico del Soratte, l'orologio dell'Apocalisse); Val Camonica (il primo sito Unesco in Italia, gli antichi graffiti dei Camuni, graffiti misteriosi e connessioni con incisioni antiche in alte parti del mondo, il Pizzo Badile e la Concarena); La Scarzuola (la fonte di San Francesco, un sogno di pietra, Tomaso Buzzi e la città ideale); Rhode Island (la storia dell’imprenditore Carlo Ruggeri); Grotta Chauvet (la grotta di Chauvet, la ricostruzione della grotta, pitture rupestri di 35000 anni fa, uomini e animali dell’Era Glaciale); Roma (il dipinto perduto di Sironi all’Università La Sapienza); Italia, la terza potenza nello spazio. | 1.713.000      | 7.12%   |
| 241            | 29 gennaio    | Speciale: il cuore                                                               | Un'intera puntata dedicata al cuore ed alle sue più varie sfaccettature. | 1.530.000      | 6.2%    |
| Media ascolti  |               |                                                                                  | |                |         |

## Voyager Collection (inverno 2018)
- Puntate: 2
- In onda il lunedì alle 21.05 su Rai 2
- Argomento: i viaggi, le storie e i reportage più affascinanti della storia di Voyager

| Numero puntata | Messa in onda | Titolo puntata  | Principali temi trattati | Ascolti        | Ascolti |
| Numero puntata | Messa in onda | Titolo puntata  | Principali temi trattati | Telespettatori | Share   |
| -------------- | ------------- | --------------- | --- | -------------- | ------- |
| 242            | 5 febbraio    | Prima puntata   | L'uomo che ha salvato il mondo; Sardegna: una civiltà scomparsa?; il binario 21; Uomini e dinosauri; La miniera di Realmonte: una meraviglia sotterranea; l'Abbazia di San Galgano e la spada nella roccia; Todi: il sotterraneo più difficile.                                                    | 1.555.000      | 6%      |
| 243            | 12 febbraio   | Seconda puntata | Torino: la Mole Antonelliana; Genova sotterranea; Isola di Levanzo, una biblioteca di pietra; i giganti di Sicilia e l'elefante più piccolo del mondo; Perugia: il santo perduto dei Templari; la Marmolada; Pasubio: la strada delle 52 gallerie; Monte Grappa e Piave: il fronte della Vittoria. | 1.093.000      | 4.3%    |
| Media ascolti  |               |                 | |                |         |